# Esenbeckia tristis
Esenbeckia tristis är en tvåvingeart som beskrevs av Krober 1931. Esenbeckia tristis ingår i släktet Esenbeckia och familjen bromsar. Inga underarter finns listade i Catalogue of Life.